# Arpatsbäcken
Arpatsbäcken är ett vattendrag i Jokkmokks kommun i Sverige. Längden är cirka 30 kilometer. Arpatsbäcken rinner upp i trakten av Kronogård fjällurskog, cirka 40 kilometer söder om Jokkmokk. Genom vidsträckta myrområden strömmar Arpatsbäcken sedan mot berget Gáttekvárre (493 m ö.h.). Efter att ha passerat väster om Gáttekvárre och under Inlandsbanan rinner Arpatsbäcken någon mil senare, vid Åtåsvare, ut i Vitbäcken, vars största biflöde Arpatsbäcken är.